# Krauthausen (Turyngia)
Krauthausen – miejscowość i gmina w Niemczech, w kraju związkowym Turyngia, w powiecie Wartburg, wchodzi w skład wspólnoty administracyjnej Hainich-Werratal. Do 30 grudnia 2013 należała do wspólnoty administracyjnej Creuzburg, która dzień później została rozwiązana.